# Roustem Khamitov
Roustem Zakievitch Khamitov (en russe : Рустэм Закиевич Хамитов ; en bachkir : Рөстəм Зəки улы Хəмитов, Röstäm Zäki ulı Xämitov), né le 18 août 1954, est un homme politique russe. Il a été le deuxième président de la République de Bachkirie (du 15 juillet 2010 au 11 octobre 2018).